# Хуан Герра
Хуан Герра (ісп. Juan Guerra, 13 квітня 1927) — болівійський футболіст, що грав на позиції нападника за клуб «Ферровіаріо» (Ла-Пас), а також національну збірну Болівії.

## Клубна кар'єра
У футболі відомий виступами у команді «Ферровіаріо» (Ла-Пас), кольори якої і захищав протягом усієї своєї кар'єри гравця.

## Виступи за збірну
1947 року дебютував в офіційних матчах у складі національної збірної Болівії. Протягом кар'єри у національній команді, яка тривала 2 роки, провів у її формі 8 матчів.
У складі збірної був учасником чемпіонату Південної Америки 1947 року в Еквадорі, де зіграв у семи поєдинках.
Був присутній в заявці збірної на чемпіонаті світу 1950 року у Бразилії, але на поле не виходив.